# Система линейни уравнения
Система линейни уравнения е набор от алгебрични уравнения от първа степен, включващи едни и същи променливи. Система от m линейни уравнения с n неизвестни се представя във формата:
{\displaystyle \left|{\begin{alignedat}{7}a_{11}x_{1}&&\;+\;&&a_{12}x_{2}&&\;+\cdots +\;&&a_{1n}x_{n}&&\;=\;&&&b_{1}\\a_{21}x_{1}&&\;+\;&&a_{22}x_{2}&&\;+\cdots +\;&&a_{2n}x_{n}&&\;=\;&&&b_{2}\\\vdots \;\;\;&&&&\vdots \;\;\;&&&&\vdots \;\;\;&&&&&\;\vdots \\a_{m1}x_{1}&&\;+\;&&a_{m2}x_{2}&&\;+\cdots +\;&&a_{mn}x_{n}&&\;=\;&&&b_{m}\\\end{alignedat}}\right.}
където {\displaystyle x_{1},\ x_{2},...,x_{n}} са неизвестни, {\displaystyle a_{11},\ a_{12},...,\ a_{mn}} са коефициенти на системата, а {\displaystyle b_{1},\ b_{2},...,b_{m}} са свободни членове на системата.
Решаването на системата представлява присвояване на числени стойности на променливите, така че всички уравнения да бъдат едновременно изпълнени. Всяка съвкупност от числа {\displaystyle (c_{1},\ c_{2},...,\ c_{n})}, които удовлетворяват всяко от уравненията се нарича решение на системата. Ако системата има точно едно решение, тя се нарича определена, ако има повече от едно решение – неопределена, а ако няма решение – несъвместима.
Теорията на системите линейни уравнения е един от основните дялове на линейната алгебра. Тяхното решаване е често възникваща задача в множество практически области, като инженерството, физиката, химията и икономиката. В много случаи системите линейни уравнения се използват за приблизително решаване на системи от нелинейни или диференциални уравнения. Поради голямото практическо значение на системите линейни уравнения, създаването на методи за тяхното решаване е сред главните задачи на числената линейна алгебра.

## Матрична форма
Всяка система от линейни уравнения може да се представи в матрична форма.
{\displaystyle \mathbf {A} \mathbf {X} =\mathbf {B} }
където A е матрица с размери m×n представяща коефициентите на системата, X е вектор с неизвестните (с n елемента) и B е вектор със свободните членове (с m елемента).
{\displaystyle A={\begin{bmatrix}a_{11}&a_{12}&\cdots &a_{1n}\\a_{21}&a_{22}&\cdots &a_{2n}\\\vdots &\vdots &\ddots &\vdots \\a_{m1}&a_{m2}&\cdots &a_{mn}\end{bmatrix}},\quad \mathbf {X} ={\begin{bmatrix}x_{1}\\x_{2}\\\vdots \\x_{n}\end{bmatrix}},\quad \mathbf {B} ={\begin{bmatrix}b_{1}\\b_{2}\\\vdots \\b_{m}\end{bmatrix}}}
Матрицата {\displaystyle A=(a_{ij})} се нарича основна матрица. На всяка линейна система се съпоставят две матрици – основна и разширена матрица. Разширената матрица {\displaystyle {\bar {A}}} се състои от основната матрица и стълба със свободни членове.
{\displaystyle {\bar {A}}=\left[{\begin{array}{rrrr|r}a_{11}&a_{12}&\cdots &a_{1n}&b_{1}\\a_{21}&a_{22}&\cdots &a_{2n}&b_{2}\\\vdots &\vdots &\ddots &\vdots \\a_{m1}&a_{m2}&\cdots &a_{mn}&b_{m}\end{array}}\right]}
Ранг на система линейни уравнения се нарича рангът на основната ѝ матрица, т.е. броят на линейно независимите уравнения в системата. Линейно независими уравнения в една система са такива уравнения, при които едното не може да бъде получено от другото чрез умножение с число различно от нула.

## Система хомогенни линейни уравнения
Система хомогенни линейни уравнения е такава система от линейни уравнения, при която всички свободни членове са равни на нула.
{\displaystyle \left|{\begin{alignedat}{7}a_{11}x_{1}&&\;+\;&&a_{12}x_{2}&&\;+\cdots +\;&&a_{1n}x_{n}&&\;=\;&&&0\\a_{21}x_{1}&&\;+\;&&a_{22}x_{2}&&\;+\cdots +\;&&a_{2n}x_{n}&&\;=\;&&&0\\\vdots \;\;\;&&&&\vdots \;\;\;&&&&\vdots \;\;\;&&&&&\;\vdots \\a_{m1}x_{1}&&\;+\;&&a_{m2}x_{2}&&\;+\cdots +\;&&a_{mn}x_{n}&&\;=\;&&&0\\\end{alignedat}}\right.}
или в матрична форма
{\displaystyle \mathbf {A} \mathbf {X} =\mathbf {0} }
Такава система е винаги съвместима, тъй като има винаги поне едно решение – съвкупността {\displaystyle (x_{1}=0,x_{2}=0,...,x_{n}=0)}. Това решение се нарича нулево или тривиално.
Една система хомогенни линейни уравнения има ненулево решение, когато рангът на основната матрица е по-малък от броя на неизвестните, т.е. ако броят на линейно независимите уравнения, които я съставят е по-малък от броя на неизвестните. Ако броят на уравненията е равен на броя на неизвестните, ненулево решение има тогава и само тогава, когато детерминантата на основната матрица е равна на нула

## Решения на система линейни уравнения
Решение на една система линейни уравнения е всяка наредена съвкупност от n на брой числа, които след заместване в неизвестните, удовлетворяват всичките уравнения на системата. Една система линейни уравнения може да има едно-единствено решение, безброй много решения или да няма нито едно решение.

### Геометрично представяне
За системи с две неизвестни (x и y), всяко линейно уравнение определя права в равнината xy. Тъй като решението на системата трябва да удовлетворява и двете уравнения, решението е пресечената точка на двете прави. В определени случаи правите могат да не се пресичат (успоредни прави), следователно системата няма решение или да съвпадат, следователно системата има безброй много решения.
За системи с три неизвестни всяко линейно уравнение определя равнина в тримерното пространство. Решението на системата може да бъде пресечената точка на равнините, равнина, права или празното пространство.
За системи с n неизвестни, всяко уравнение определя хипер-равнина в n-измерното пространство. Решението на системата е сечението на тези хипер-равнини.

### Методи за решаване
Методите за решаване на линейни системи уравнения биват преки (директни) и итерационни. При преките методи решението се достига чрез определена последователност от краен брой изчислителни операции. Такива са методът на Гаус (метод с елиминиране на променливите), правилото (формулите) на Крамер, разлагане на матрицата по сингулярни стойности, QR разлагане, разлагане на Чолески, симплекс метод и др. За разлика от преките, итерационните методи дават решение след неточно определен брой изчислителни стъпки зависещ от критерия за сходимост и сложността на решаваната система.

#### Метод на заместването
Най-простият метод за решаване на система от линейни уравнения е последователното заместване на променливите от едно уравнение в друго. Той обаче изисква голям брой операции и за това се използва най-често при системи с малък брой неизвестни.
При този метод едно неизвестно се представя като функция на останалите и се замества в друго уравнение, като при всяко заместване се елиминира по едно неизвестно, докато накрая не остане само едно. При решаване на система чрез този метод се прилагат следните стъпки:
1. В система с n неизвестни, в първото уравнение едно от неизвестните се представя като комбинация от останалите.
2. В останалите уравнения това неизвестно се замества от получената комбинация. По този начин се получава нова система от уравнения с n-1 неизвестни.
3. Стъпка 1 и 2 се повтарят, докато системата не се сведе до едно линейно уравнение с едно неизвестно
4. Така полученото уравнение се решава и полученото решение се използва за намиране на другите неизвестни.

Нека разгледаме следната система от линейни уравнения.
{\displaystyle \left|{\begin{alignedat}{7}a_{11}x_{1}&&\;+\;&&a_{12}x_{2}&&\;+\cdots +\;&&a_{1n}x_{n}&&\;=\;&&&b_{1}\\a_{21}x_{1}&&\;+\;&&a_{22}x_{2}&&\;+\cdots +\;&&a_{2n}x_{n}&&\;=\;&&&b_{2}\\\vdots \;\;\;&&&&\vdots \;\;\;&&&&\vdots \;\;\;&&&&&\;\vdots \\a_{n1}x_{1}&&\;+\;&&a_{n2}x_{2}&&\;+\cdots +\;&&a_{nn}x_{n}&&\;=\;&&&b_{n}\\\end{alignedat}}\right.}
От първото уравнение представяме x1 като
{\displaystyle x_{1}=(b_{1}-a_{12}x_{2}-\cdots -a_{1n}x_{n})/a_{11}}
Заместваме x1 от второто уравнение с получения израз и получаваме уравнение с n-1 неизвестни:
{\displaystyle a_{21}(b_{1}-a_{12}x_{2}-\cdots -a_{1n}x_{n})/a_{11}+a_{22}x_{2}+\cdots +a_{2n}x_{n}=b_{2}}
От така полученото уравнение изразяваме x2 чрез x3... xn и заместваме в третото уравнение. Повтаряме операцията за x3, x4 и т.н до последното уравнение, което е линейно уравнение с едно неизвестно (xn). Решаваме това уравнение и последователно намираме останалите неизвестни чрез заместване.

#### Матричен метод
Матричният метод за решаване на система от линейни уравнения се извежда от матричната форма на системата и представлява решението:
{\displaystyle \mathbf {X} =\mathbf {A^{-1}} \mathbf {B} }
където A-1 е обратната матрица на основната матрица А, X е векторът с неизвестните и B е векторът със свободните членове.
Този резултат се получава от матричната форма на системата линейни уравнения при умножаване на двете страни отляво с A-1
{\displaystyle A^{-1}\left(AX\right)=A^{-1}B}
Тъй като {\displaystyle A^{-1}A=E} то следва, че {\displaystyle X=A^{-1}B}

#### Метод на Гаус
Методът на Гаус, наречен още метод на последователното изключване на неизвестните, е метод за решаване на система линейни уравнения, при който върху разширената матрица на системата се прилагат елементарни преобразувания по редовете и разместване на стълбовете, така че тя да се приведе в стъпаловиден вид. От така получената матрица се определят последователно неизвестните чрез заместване, като се започне от последния ред.
Върху разширената матрица са позволени следните преобразувания:
- разместване на местата на два реда
- умножаване на ред с ненулево число
- прибавяне на ред, умножен с число, към друг ред
- разместване местата на два стълба

С тези преобразувания основната матрица на всяка система може да се приведе в следния вид:
{\displaystyle \left[{\begin{array}{rrrrrrr|r}c_{11}&c_{12}&c_{13}&\cdots &c_{1r}&\cdots &c_{1n}&d_{1}\\0&c_{22}&c_{23}&\cdots &c_{2r}&\cdots &c_{2n}&d_{2}\\0&0&c_{33}&\cdots &c_{3r}&\cdots &c_{3n}&d_{3}\\\cdots &\cdots &\cdots &\cdots &\cdots &\cdots &\cdots \\0&0&0&\cdots &c_{rr}&\cdots &c_{rn}&d_{r}\\0&0&0&\cdots &0&\cdots &0&d_{r+1}\\\cdots &\cdots &\cdots &\cdots &\cdots &\cdots &\cdots \\0&0&0&\cdots &0&\cdots &0&d_{m}\\\end{array}}\right]}
Системата е съвместима само, когато {\displaystyle d_{r+1}=d_{r+2}=...=d_{m}=0}
Така получената матрица може да се разглежда като разширена матрица на нова еквивалентна система от вида:
{\displaystyle \left|{\begin{aligned}c_{11}x_{1}+c_{12}x_{2}+c_{13}x_{2}+\cdots +c_{1r}x_{r}+\cdots +c_{1n}x_{n}&=d_{1}\\c_{22}x_{2}+c_{23}x_{2}+\cdots +c_{2r}x_{r}+\cdots +c_{2n}x_{n}&=d_{2}\\\cdots \cdots \cdots &\cdots \\c_{rr}x_{r}+\cdots +c_{rn}x_{n}&=d_{r}\\\end{aligned}}\right.}
Решенията {\displaystyle x_{r},...,x_{1}} на тази система се определят последователно чрез параметрите {\displaystyle x_{r+1},...,x_{n}} като се започне от последното уравнение.

#### Метод на Гаус-Жордан
Методът на Гаус-Жордан е разновидност на метода на Гаус при който, чрез преобразувания на разширената матрица, основната матрица, която я съставя, се свежда до единична матрица. По този начин, стълбът на свободните членове на получената матрица съдържа единственото решение на системата. Този метод е валиден само за Крамерови системи, т.е. системи, при които броят на неизвестните е равен на броя на уравненията.
{\displaystyle {\bar {A}}=\left[{\begin{array}{rrrr|r}a_{11}&a_{12}&\cdots &a_{1n}&b_{1}\\a_{21}&a_{22}&\cdots &a_{2n}&b_{2}\\\vdots &\vdots &\ddots &\vdots \\a_{n1}&a_{n2}&\cdots &a_{nn}&b_{n}\end{array}}\right]\quad \sim \quad \left[{\begin{array}{rrrr|r}1&0&\cdots &0&d_{1}\\0&1&\cdots &0&d_{2}\\\vdots &\vdots &\ddots &\vdots \\0&0&\cdots &1&d_{n}\end{array}}\right]}
Решението на системата се намира директно от матрицата, като {\displaystyle x_{1}=d_{1},x_{2}=d_{2}...,x_{n}=d_{n}}. Основният недостатък на този метод е, че изисква два пъти повече преобразувания на матрицата, отколкото метода на Гаус.

#### Метод на Крамер
Системи линейни уравнения, при които броят на неизвестните е равен на броя на уравненията и детерминантата на основната матрица е различна от нула, имат само едно решение, което се намира чрез формулите на Крамер:
{\displaystyle x_{i}={\frac {\Delta _{i}}{\Delta }}={\frac {1}{\Delta }}{\begin{vmatrix}a_{11}&a_{12}&\cdots &a_{1,i-1}&b_{1}&a_{1,i+1}&\cdots &a_{1n}\\a_{21}&a_{22}&\cdots &a_{2,i-1}&b_{2}&a_{2,i+1}&\cdots &a_{2n}\\\cdots &\cdots &\cdots &\cdots &\cdots &\cdots &\cdots &\cdots \\a_{n1}&a_{n2}&\cdots &a_{n,i-1}&b_{n}&a_{n,i+1}&\cdots &a_{nn}\\\end{vmatrix}}\qquad i=1,\ldots ,n\,}
където {\displaystyle \Delta } е детерминантата на основната матрица, а {\displaystyle \Delta _{i}} е детерминантата на матрица образувана при заместването на i-тия стълб на основната матрица с вектора на свободните коефициенти {\displaystyle B}.

## Пример
Дадена е система от три линейни уравнения с три неизвестни – x, y, z.
{\displaystyle \left|{\begin{alignedat}{7}3x&&\;+\;&&2y&&\;-\;&&z&&\;=\;&&1&\\2x&&\;-\;&&2y&&\;+\;&&4z&&\;=\;&&-2&\\-x&&\;+\;&&{\tfrac {1}{2}}y&&\;-\;&&z&&\;=\;&&0&\end{alignedat}}\right.}
Да се намери решението ѝ.
Основната и разширената матрица на системата са съответно:
{\displaystyle \mathbf {A} =\left[{\begin{array}{rrr}3&2&-1\\2&-2&4\\-1&{\tfrac {1}{2}}&-1\end{array}}\right],\quad \mathbf {\bar {A}} =\left[{\begin{array}{rrr|r}3&2&-1&1\\2&-2&4&-2\\-1&{\tfrac {1}{2}}&-1&0\end{array}}\right]}
Решението на системата от горния пример е
{\displaystyle {\begin{alignedat}{2}x&=&1\\y&=&-2\\z&=&-2\end{alignedat}}}
- Чрез използване на метода на заместването:

От първото уравнение изразяваме z чрез неизвестните x и y.
{\displaystyle z=3x+2y-1}
Заместваме z във второто уравнение
{\displaystyle 2x-2y+4(3x+2y-1)=-2}
След опростяване получаваме уравнение с две неизвестни
{\displaystyle 7x+3y=1}
От него получаваме
{\displaystyle y={\tfrac {1-7x}{3}}}
{\displaystyle z=3x+2y-1=3x+2({\tfrac {1-7x}{3}})-1=-({\tfrac {1+5x}{3}})}
Заместваме y и z в третото уравнение
{\displaystyle -x+{\tfrac {1}{2}}{\tfrac {1-7x}{3}}+({\tfrac {1+5x}{3}})=0}
което след съответните преобразувания се свежда до
{\displaystyle -3x+3=0}
Решението на това уравнение е
{\displaystyle x=1}
Чрез заместване намираме и неизвестните y и z
{\displaystyle y={\tfrac {1-7x}{3}}={\tfrac {1-7*1}{3}}=-2}
{\displaystyle z=3x+2y-1=3*1+2*(-2)-1=-2}
- Чрез използване на матричния метод:

Обратната матрица на A е
{\displaystyle \mathbf {A^{-1}} =\left[{\begin{array}{rrr}0&-{\tfrac {1}{2}}&-2\\{\tfrac {2}{3}}&1{\tfrac {1}{3}}&4{\tfrac {2}{3}}\\{\tfrac {1}{3}}&1{\tfrac {1}{6}}&3{\tfrac {1}{3}}\end{array}}\right]}
Решението е
{\displaystyle X=A^{-1}B=\left[{\begin{array}{rrr}0&-{\tfrac {1}{2}}&-2\\{\tfrac {2}{3}}&1{\tfrac {1}{3}}&4{\tfrac {2}{3}}\\{\tfrac {1}{3}}&1{\tfrac {1}{6}}&3{\tfrac {1}{3}}\end{array}}\right]{\begin{bmatrix}1\\-2\\0\end{bmatrix}}={\begin{bmatrix}1\\-2\\-2\end{bmatrix}}}